# Communauté de communes du Pays d'Aubenas-Vals
La communauté de communes du Pays d'Aubenas-Vals est une ancienne communauté de communes française, située dans le département de l'Ardèche en région Auvergne-Rhône-Alpes.
La communauté de communes du Bassin d'Aubenas est créée en 2017 en fusionnant les communautés de communes du Pays d'Aubenas-Vals et du Vinobre.

## Historique
- Décembre 1994 : Création de la communauté de communes du Pays de Vals. Cet établissement regroupe les communes de Ucel, Saint-Julien-du-Serre, Saint-Privat et Vals-les-Bains.
- Janvier 2003 : Ouverture de l'intercommunalité aux communes de Aubenas, Genestelle, Saint-Andéol-de-Vals, Saint-Didier-sous-Aubenas, Saint-Joseph-des-Bancs et Vesseaux. Naissance de la communauté de communes du Pays d'Aubenas-Vals.
- Janvier 2004 : transfert de la compétence « gestion des déchets ménagers ».
- Été 2004 : transfert du siège de la communauté de communes à l'Espace Deydier, à Ucel.
- Janvier 2005 : Naissance de l'office de tourisme intercommunal du Pays d'Aubenas-Vals
- Septembre 2005 : Implantation des premières entreprises sur la zone d'activités de Chamboulas.
- Janvier 2006 : Ouverture de la médiathèque intercommunale d'Aubenas au public.
- Juin 2007 : Naissance de Tout'enbus, la navette intercommunale.
- Janvier 2010 : début de la réalisation de l'Agenda 21.
- Mars/octobre 2010 : Opération de thermographie aérienne.
- Mai 2011 : inauguration des baludiques, Balades ludiques au Pays d'Aubenas-Vals réalisées en collaboration avec l'Office de tourisme Intercommunal.
- 1er janvier 2012 : Ouverture de l'intercommunalité aux communes d'Aizac, d'Antraigues-sur-Volane, d'Asperjoc, de Juvinas, de Labastide-sur-Besorgues, de Lachamp-Raphaël, de Laviolle et de Mézilhac.
- 31 décembre 2012 : la commune de Labégude intègre le périmètre intercommunal.
- 1er janvier 2014 : accueil des communes de Saint-Michel-de-Boulogne et Saint-Etienne-de-Boulogne.

Le schéma départemental de coopération intercommunale de 2015 prévoyait la fusion avec les communautés de communes Ardèche des Sources et Volcans, Berg et Coiron, du Val de Ligne et du Vinobre. La population, dépassant 60 000 habitants, aurait permis la création d'une troisième communauté d'agglomération dans le département. Cette transformation de forme juridique est permise notamment grâce à l'accroissement de la taille de l'aire urbaine d'Aubenas entre 1999 et 2010.
Un amendement, déposé et examiné par la commission départementale de coopération intercommunale, a abouti au maintien en l'état des communautés de communes Berg et Coiron, Ardèche des Sources et Volcans (sauf Astet, qui rejoint la future communauté de communes du plateau ardéchois, ainsi que Lachamp-Raphaël) et du Val de Ligne. La communauté de communes d'Aubenas fusionnera uniquement avec celle du Vinobre, à la suite du SDCI adopté fin mars 2016.

## Territoire communautaire

### Géographie
La communauté de communes du Pays d'Aubenas-Vals se situe au centre du département de l'Ardèche ; elle est traversée notamment par la route nationale 102 (axe Le Puy-en-Velay – Montélimar et vallée du Rhône) et la route départementale 104 (ancienne route nationale reliant Alès à Privas et à la vallée du Rhône en direction de Valence).

### Composition
La communauté de communes est composée des vingt-et-une communes suivantes :
| Nom                       | Code Insee | Gentilé               | Superficie (km2) | Population (dernière pop. légale) | Densité (hab./km2) |
| ------------------------- | ---------- | --------------------- | ---------------- | --------------------------------- | ------------------ |
| Ucel (siège)              | 07325      | Ucellois              | 5,54             | 2 081 (2014)                      | 376                |
| Aizac                     | 07003      | Aizacois              | 6,65             | 157 (2014)                        | 24                 |
| Antraigues-sur-Volane     | 07011      | Antraiguains          | 13,46            | 543 (2014)                        | 40                 |
| Asperjoc                  | 07016      | Asperjocois           | 8,47             | 417 (2014)                        | 49                 |
| Aubenas                   | 07019      | Albenassiens          | 14,32            | 11 917 (2014)                     | 832                |
| Genestelle                | 07093      | Genestellois          | 21,43            | 300 (2014)                        | 14                 |
| Juvinas                   | 07111      |                       | 8,43             | 171 (2014)                        | 20                 |
| Labastide-sur-Bésorgues   | 07112      | Bastidains            | 17,29            | 258 (2014)                        | 15                 |
| Labégude                  | 07116      | Labégudiens           | 3,12             | 1 402 (2014)                      | 449                |
| Lachamp-Raphaël           | 07120      | Chamiers              | 14,09            | 80 (2014)                         | 5,7                |
| Laviolle                  | 07139      | Laviolleins           | 13,84            | 115 (2014)                        | 8,3                |
| Mézilhac                  | 07158      | Mézilhacois           | 26,66            | 94 (2014)                         | 3,5                |
| Saint-Andéol-de-Vals      | 07210      | Saint-Andéolais       | 16,65            | 541 (2014)                        | 32                 |
| Saint-Didier-sous-Aubenas | 07229      |                       | 2,76             | 934 (2014)                        | 338                |
| Saint-Étienne-de-Boulogne | 07230      | Stéphanois-Boulonnais | 14,97            | 388 (2014)                        | 26                 |
| Saint-Joseph-des-Bancs    | 07251      | Bancheraux            | 12,89            | 200 (2014)                        | 16                 |
| Saint-Julien-du-Serre     | 07254      | Saint-Julserois       | 9,78             | 867 (2014)                        | 89                 |
| Saint-Michel-de-Boulogne  | 07277      |                       | 7,53             | 149 (2014)                        | 20                 |
| Saint-Privat              | 07289      | Privatois             | 6,13             | 1 667 (2014)                      | 272                |
| Vals-les-Bains            | 07331      | Valsois               | 19,20            | 3 455 (2014)                      | 180                |
| Vesseaux                  | 07339      | Vesseaudencs          | 18,71            | 1 823 (2014)                      | 97                 |

### Démographie
| 1968   | 1975   | 1982   | 1990   | 1999   | 2008   | 2013   |
| ------ | ------ | ------ | ------ | ------ | ------ | ------ |
| 23 697 | 25 253 | 25 141 | 24 637 | 24 818 | 26 513 | 27 250 |

## Administration

### Siège
Le siège de la communauté de communes est situé à Ucel.

### Les élus
La communauté de communes est gérée par un conseil communautaire composé de 47 membres représentant chacune des communes membres et élus pour une durée de six ans.
Ils sont répartis comme suit :
| Nombre de délégués | Communes                         |
| ------------------ | -------------------------------- |
| 18                 | Aubenas                          |
| 5                  | Vals-les-Bains                   |
| 3                  | Ucel                             |
| 2                  | Labégude, Saint-Privat, Vesseaux |
| 1                  | Autres communes                  |

### Présidence
Le conseil communautaire du 14 avril 2014 a élu son président, Jean-Yves Meyer (adjoint au maire d'Aubenas) et désigné ses neuf vice-présidents qui sont :
- Louis Buffet (maire de Labastide-sur-Besorgues) : urbanisme et programme local de l'habitat ;
- Jean-Claude Flory (maire de Vals-les-Bains) : affaires générales ;
- Serge Reynier (maire de Saint-Privat) : services à la personne ;
- Richard Massebeuf (maire de Saint-Didier-sous-Aubenas) : finances ;
- Jean-Yves Ponthier (maire de Labégude) : travaux ;
- Franck Brechon (maire de Saint-Étienne-de-Boulogne) : cadre de vie ;
- Patrick Lavialle (adjoint au maire d'Ucel) : développement économique ;
- Dominique Allix (maire de Lachamp-Raphaël) : ruralité ;
- Max Tourvieilhe (maire de Vesseaux) : communication.

Ils forment ensemble l'exécutif de l'intercommunalité pour le mandat 2014-2020.

### Compétences
L'intercommunalité exerce des compétences qui lui sont déléguées par les communes membres :
- aménagement de l'espace ;
- développement économique ;
- protection et mise en valeur du cadre de vie ;
- politique de logement et cadre de vie ;
- aménagement et entretien de la voirie d'intérêt communautaire ;
- études, construction, entretien et fonctionnement d'équipements sportifs et culturels d'intérêt communautaire ;
- tourisme ;
- mise en commun des compétences techniques.

### Régime fiscal et budget
La communauté de communes applique la fiscalité additionnelle pour les ménages et la fiscalité professionnelle unique pour les acteurs économiques.

### Sources
- « CC Pays d'Aubenas-Vals » dans la base nationale sur l'intercommunalité